# Správcovský dům Liechtensteinského panství (Uhříněves)
Správcovský dům Liechtensteinského panství  je vila v Praze 10-Uhříněvsi, která stojí na rohu ulic Lidického a Vačkářova poblíž nádraží. Od 17. září 2004 je chráněna jako nemovitá kulturní památka České republiky společně s historickým oplocením, zahradním altánem a zahradou.

## Historie
Vrcholně secesní vilu podle vlastního projektu postavil roku 1905 knížecí inženýr Antonín Mazáč. Roku 1911 se objekt stal správcovským domem Liechtensteinského panství. Pozemek vily při výstavbě nebyl rohový, ulice Vačkářova vznikla později.

## Popis

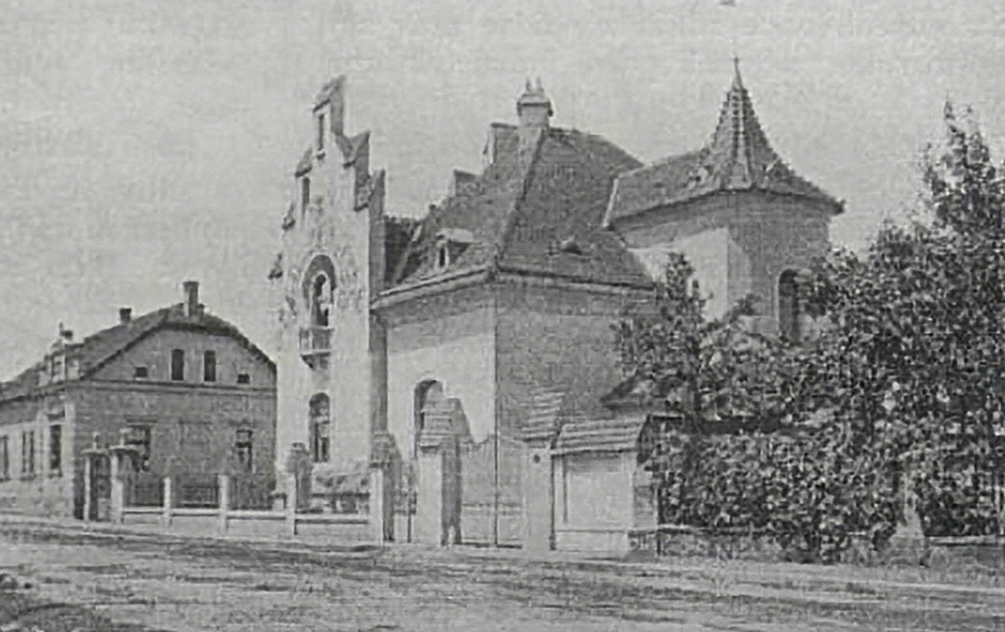
Dobová fotografie vily z doby krátce po jejím postavení

Uliční fasády patrové stavby členění mělké rizality, které vybíhají do vysokých stupňovitých štítů s krenelací. Štíty zdobené vegetabilní štukovou výzdobou mají v horním patře půlkruhově zakončené okno a dřevěnou trojbokou pavlač. Přízemní přístavek na boční fasádě nese drobnou terasu s erbem rodu Liechtensteinů.
V průčelí domu při vstupu je schodiště s vysokým segmentově zakončeným oknem. Zahradní průčelí se skládá z patrové a přízemní části, ve které je široký půlkruhově zaklenutý otvor se vstupem na přilehlou terasu. Fasáda vily je hladká, okna v přízemí jsou segmentová se šambránami a v patře pravoúhlá.
Valbová střecha má dochované zděné vikýře a původní krytinu včetně secesních tvarovaných hřebenáčů. V jejím vrcholu je architektonicky členěný komín. Dochovaná jsou původní okna a dveřní prvky se secesními detaily, zábradlí schodiště kované z plochých stáčených prutů se secesními motivy v jednotlivých polích a na schodišti dekorativní barevná vitrážová výplň okna mezipodesty s výraznou bordurou.